# Hoe (géorgien)
Cette page contient des caractères spéciaux ou non latins. S’ils s’affichent mal (▯, ?, etc.), consultez la page d’aide Unicode.
Pour les articles homonymes, voir Hoe.
Hoe (ჰოე en géorgien) est une lettre archaïque de l'alphabet géorgien.

## Représentation informatique
- Unicode[1] :
  - Asomtavruli Ⴥ : U+10C5
  - Mkhedruli et nuskhuri ჵ : U+10F5